# رودولف شولر
رودولف شولر (فرانسوی: Rudolf Schoeller‎؛ زادهٔ ۲۷ آوریل ۱۹۰۲ در دورن، استان راین، درگذشتهٔ ۷ مارس ۱۹۷۸ در گرابس، سنت گلن) رانندهٔ مسابقات اتومبیل‌رانی فرمول یک اهل سوئیس بود که در فصل ۱۹۵۲ در مجموع در یک گراند پری شرکت کرد، اما موفق به کسب هیچ امتیازی نشد.
شولر در ۷ مارس ۱۹۷۸ در گرابس، سنت گلن درگذشت.